# Federica Dassù
Federica Dassù (Milano, 17 febbraio 1957) è una golfista italiana.

## Biografia
Federica è sorella di Baldovino Dassù, anche lui golfista, e della politica Marta Dassù.
Dopo tanti successi da dilettante, è stata la prima donna italiana a dedicarsi al golf agonistico da professionista.
Nella lunga carriera (1983-2003) ha vinto sei gare del Tour Europeo. Ha collaborato come coach e guidato le squadre nazionali femminili per la Federazione Italiana dal 1993 al 2008.